# 捷克利亞
51°32′7″N 24°28′35″E / 51.53528°N 24.47639°E
捷克利亞（烏克蘭語：Текля），是烏克蘭的村落，位於該國西部沃倫州，由科韋利區負責管轄，始建於1543年，面積3.59平方公里，海拔高度160米，2001年人口721，人口密度每平方公里200.67人。